# 克拉斯諾西爾利亞 (戈夏區)
50°38′21″N 26°42′6″E / 50.63917°N 26.70167°E
克拉斯諾西爾利亞（烏克蘭語：Красносілля）是位於烏克蘭西北部里夫內州裏里夫內區的村莊，始建於1763年，面積1.33平方公里，海拔高度202米，2001年人口495，人口密度每平方公里373人。